# Bruinkoppapegaai
De bruinkoppapegaai (Poicephalus cryptoxanthus) is een vogel uit de familie papegaaien van Afrika en de Nieuwe Wereld.

## Verspreiding en leefgebied
Deze soort komt voor in zuidoostelijk Afrika en telt twee ondersoorten:
- P. c. tanganyikae: van zuidoostelijk Kenia tot noordelijk en centraal Mozambique en Malawi.
- P. c. cryptoxanthus: zuidoostelijk Zimbabwe, zuidelijk Mozambique en noordoostelijk Zuid-Afrika.

## Status
De grootte van de populatie is niet gekwantificeerd maar de soort wordt omschreven als algemeen in Malawi en plaatselijk algemeen in oostelijk Transvaal. Op de Rode lijst van de IUCN heeft deze soort de status niet bedreigd.